# جمعية أبحاث طب الأطفال
جمعية أبحاث طب الأطفال (SPR) هي جمعية دولية تضم باحثين متعددي التخصصات في طبِ الأطفال.  وهي شريك تعاوني مع الجمعية الأمريكية لطب الأطفال.

## أنظر أيضا
- الأكاديمية الأمريكية لطب الأطفال
- الكلية الأمريكية لأطباء الأطفال
- الجمعية الأكاديمية لطب الأطفال
- الجمعية الأمريكية لطب الأطفال